# Tschornohusy

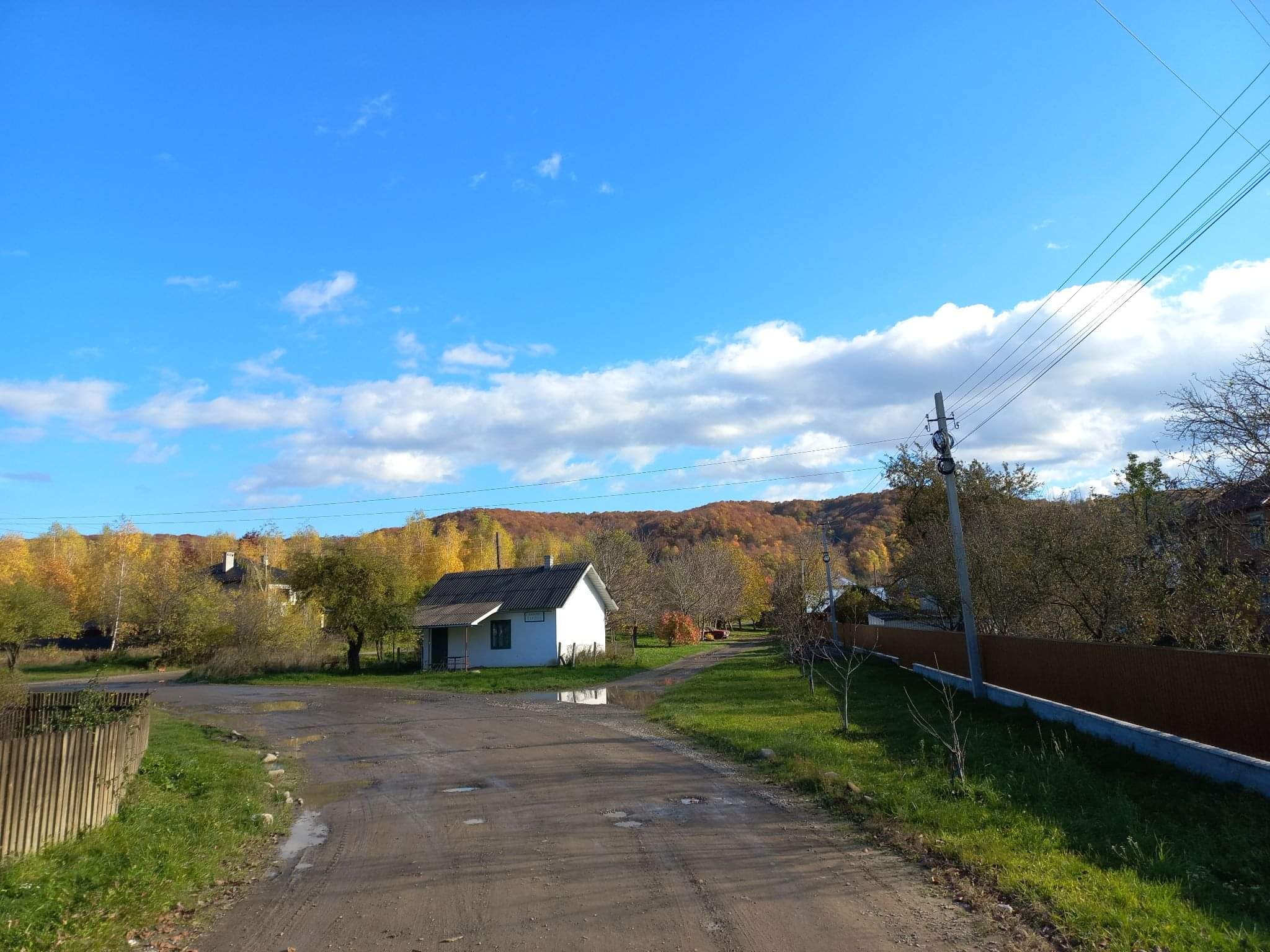
Tschornohusy (2022)

Tschornohusy (ukrainisch Чорногузи; russisch Черногузы Tschernogusy, rumänisch Ciornohuzi, deutsch bis 1918 Czornohuzy) ist ein Dorf im Westen der ukrainischen Oblast Tscherniwzi mit etwa 2900 Einwohnern (2024).
Am 29. Juli 2008 kam es im Dorf zu einem schweren Erdrutsch, bei dem 19 Gebäude zerstörte wurden.
Das erstmals im 18. Jahrhundert schriftlich erwähnte Dorf liegt auf 318 m Höhe am rechten Ufer des Tscheremosch, einem 80 km langen, rechten Nebenfluss des Pruth, zwischen dem Rajon- und Gemeindezentrum Wyschnyzja im Süden und dem Dorf Ispas im Norden. Der Tscheremosch bildet hier die Grenze zur Oblast Iwano-Frankiwsk auf dem gegenüberliegenden Ufer. Das Oblastzentrum Czernowitz befindet sich etwa 60 km östlich vom Dorf.
Das Dorf besitzt eine Bahnstation an der Bahnstrecke Sawallja–Wyschnyzja und wird von der Territorialstraße T–26–01 durchlaufen.
Am 16. September 2016 wurde das Dorf ein Teil der neu gegründeten Stadtgemeinde Wyschnyzja im Rajon Wyschnyzja, bis dahin bildete es die Landratsgemeinde Tschornohusy (Чорногузівська сільська рада/Tschornohusiwska silska rada) im Norden des Rajons.

## Söhne und Töchter der Ortschaft
- Marija Masepa (Марія Омелянівна Мазепа; * 1951),  ukrainische Journalistin, Schriftstellerin und öffentlich-politische Aktivistin
- Ljudmyla Barbir (Людмила Григорівна Барбір; * 1982), ukrainische Schauspielerin und Fernseh-Moderatorin